# نادية العاصي
نادية العاصي (1 يوليو 1983 -)، ممثلة لبنانية تعيش في الكويت. بدأت حياتها الفنية في عام 2005. واعتزلت العمل الفني في عام 2010.

## حياتها الأسرية
في عام 2010 تزوجت من رجل كويتي من خارج الوسط الفني، وفي مارس 2018 رزقت بإبنها الأول «يوسف».

## أعمالها الفنية

### في التلفزيون
- غربة مشاعر.
- اللقيطة.
- رحلة انتظار.
- فريج صويلح.
- رجال يبيعون الوهم.
- وجوة من شمع.
- بين الهدب دمعة.
- عرس الدم.
- عيال بو سالم.
- أسرار القلوب.
- عمر الشقا.
- إمرأة وأخرى.
- نور عيني.
- رصاصة رحمة.
- أيام الفرج.
- المزواج.

## روابط خارجية
- نادية العاصي على موقع قاعدة بيانات الأفلام العربية